# 美味しんぼ 究極のメニュー三本勝負
『美味しんぼ 究極のメニュー三本勝負』（おいしんぼ きゅうきょくのメニューさんぼんしょうぶ）は、1989年7月25日にシンセイ（新正工業）より発売されたファミリーコンピュータ用アドベンチャーゲーム。原作漫画『美味しんぼ』を題材にしている。

## 概要
本作は原作漫画のエピソードを元にした3本のシナリオから構成されたコマンド選択方式のテキストアドベンチャーゲームである。
プレイヤーは主人公の山岡士郎となり、最良の選択肢を選びながら「究極のメニュー」をめぐる3つのストーリーをクリアするのが目的である。ただ、原作のエピソードを元にしてはいるが、ゲームとして成り立たせるように再構成しているため、ストーリー展開は原作とかけ離れている。登場人物のキャラクターも、栗田ゆう子の性格がヒステリックだったり、美食倶楽部に潜入する際にネコの鳴き真似をすると大笑いして去る海原雄山など、原作と相違がある。
また、選択肢の内容も「じゅもん」「うそをつく」「バカのまね」など原作の雰囲気にそぐわない物が多く、全部で15種類にもなるゲームオーバーの理由も「呪文を唱えて逮捕された」「アンコウを殴って腕が折れた」などシュールな内容が見られる。警察官に尋問されるシーンで「じゅもん」を選んだ場合の山岡の「アンキモ、アンキモ、アンキモ!」という台詞や、せっかく手に入れたアンコウを海に投げ捨てたときの「山岡は、突然世の中がイヤになってしまったようです」などの唐突なメッセージなどから、一般にクソゲーないしバカゲーの扱いを受けることが多い。
パスワードコンティニューシステムを採用しており、コマンド選択時にセレクトボタンを押すとパスワードが表示され、ゲームオーバーになっても、そこからの再開が可能となっている。
BGMはクラシック音楽などで構成されている。

## ゲーム内容

### シナリオ
アンキモ編
美食自慢をする文化人たちに「フォアグラよりうまいもの食わせてやる」とタンカをきるストーリー。
京極編
まずい料理屋に連れて行かれたことに腹を立てた京極万太郎をなだめるために、料理屋を探すストーリー。
ラーメン編
京極に頼まれて、ラーメン屋を再建するストーリー。途中、「ネコのマネ」「キリンのマネ」「ゾウのマネ」「バカのマネ」というコマンドがある。

## 評価
- ゲーム誌『ファミコン通信』の「クロスレビュー」では、5・6・7・4の合計22点（満40点）となっており[8][6]、レビュアーの意見としては、「とりあえず何をしていいのかわからないし、原作の登場人物の個性が表現されてない」などと評されている[8]。

- その他の雑誌では、『マル勝ファミコン』では7・6・7・7の合計27点（満40点）、『ファミリーコンピュータMagazine』の読者投票による「ゲーム通信簿」での評価は以下の通りとなっており、17.78点（満30点）となっている[1]。

| 項目 | キャラクタ | 音楽 | 操作性 | 熱中度 | お買得度 | オリジナリティ | 総合  |
| 得点 | 3.19       | 2.90 | 3.03   | 2.95   | 2.73     | 2.98           | 17.78 |

- ゲーム本『仰天B級ゲームの逆襲』（1998年、二見書房）では下記の評価を下しており、BGMに関しては「決定的に許せない資質がこのゲームには含まれています。（中略）なんとゲーム中のBGMがすべてクラシックのタイトルなんです」と評し、グラフィックに関しては「初期のファミコンとは言え、料理もちっともうまそうじゃないぞ。（中略）ファミコンの画像になってキャラクターもよくわからなくなってる」と評している[7]。

| 項目 | イマウケ度 | カルト度 | グラフィック | オリジナリティー | ハラダチ度 | インパクト |
| 得点 | 星4 / 5    | 星2 / 5  | 星4 / 5      | 星3 / 5          | 星3 / 5    | 星2 / 5    |